# Yuji Goto
Yuji Goto (後藤 裕司 Gotō Yūji?, nacido el 20 de agosto de 1985 en Gifu) es un exfutbolista japonés. Jugaba de centrocampista y su último club fue el FC Gifu de Japón.

## Trayectoria

### Clubes
| Club                | País  | Año         |
| ------------------- | ----- | ----------- |
| Yokohama F. Marinos | Japón | 2004 - 2006 |
| FC Gifu             | Japón | 2007        |

## Palmarés

### Títulos nacionales
| Título    | Club                | País  | Año  |
| --------- | ------------------- | ----- | ---- |
| J1 League | Yokohama F. Marinos | Japón | 2004 |